# 月刊碁学
月刊碁学（げっかん ごがく）は、囲碁の月刊誌で、1976年創刊、1988年まで、碁学社から発行された。アマチュアの級位者向けの内容を主にして、関西を中心に販売された。
発行人三木正の考えに基づいた、独特のアマチュア向けの講座の他、関西棋院棋士による三番碁企画などが掲載された。連載記事は『別冊月刊碁学』として刊行された他、2008年以降には『マイコミ囲碁文庫シリーズ』（毎日コミュニケーションズ）として再刊された。

## 刊行書
- 宮本直毅『序・中・終盤/この一手』1982年
- 本田邦久『定石と布石の相性診断』1983年
- 宮本直毅『圧勝・置碁戦法』
- 橋本宇太郎『ひらめきアップ』
- 宮本直毅『圧勝・序盤戦法 第2集』
- 本田邦久『ヨセの強化トレーニング』（マイコミ囲碁文庫 2012年）
- 月刊碁学編集室『本筋俗筋対象表 碁はヒラメキ!!』（マイコミ囲碁文庫 2008年）
- 岩田昇二『アマチュア創作詰碁』
- 橋本宇太郎『碁感トレーニング』
- 牛窪義高『たのしいヨセ』
- 本田邦久『局面ズームアップ』
- 宮本直毅『棋力開発テスト』（マイコミ囲碁文庫 2008年）
- 宮本直毅『棋力開発テスト 第2集』
- 宮本直毅、石井新蔵、本田邦久『勝利への設計A・B・C』
- 本田邦久『序盤の戦いかた』
- 関山利夫『実戦・ネライと手筋』
- 橋本宇太郎『次の一手プラス ヨミと筋』
- 関山利夫『明快!!えぐり戦法』
- 宮本直毅『アマチュアの弱点 85型』
- 月刊碁学編集室『楽しいドッキング』
- 牛窪義高『碁の戦術』（マイコミ囲碁文庫 2008年）
- 牛窪義高『碁は戦略』（マイコミ囲碁文庫 2009年）
- 藤沢秀行『秀行打碁撰集』